# Komenda Rejonu Uzupełnień Chorzów

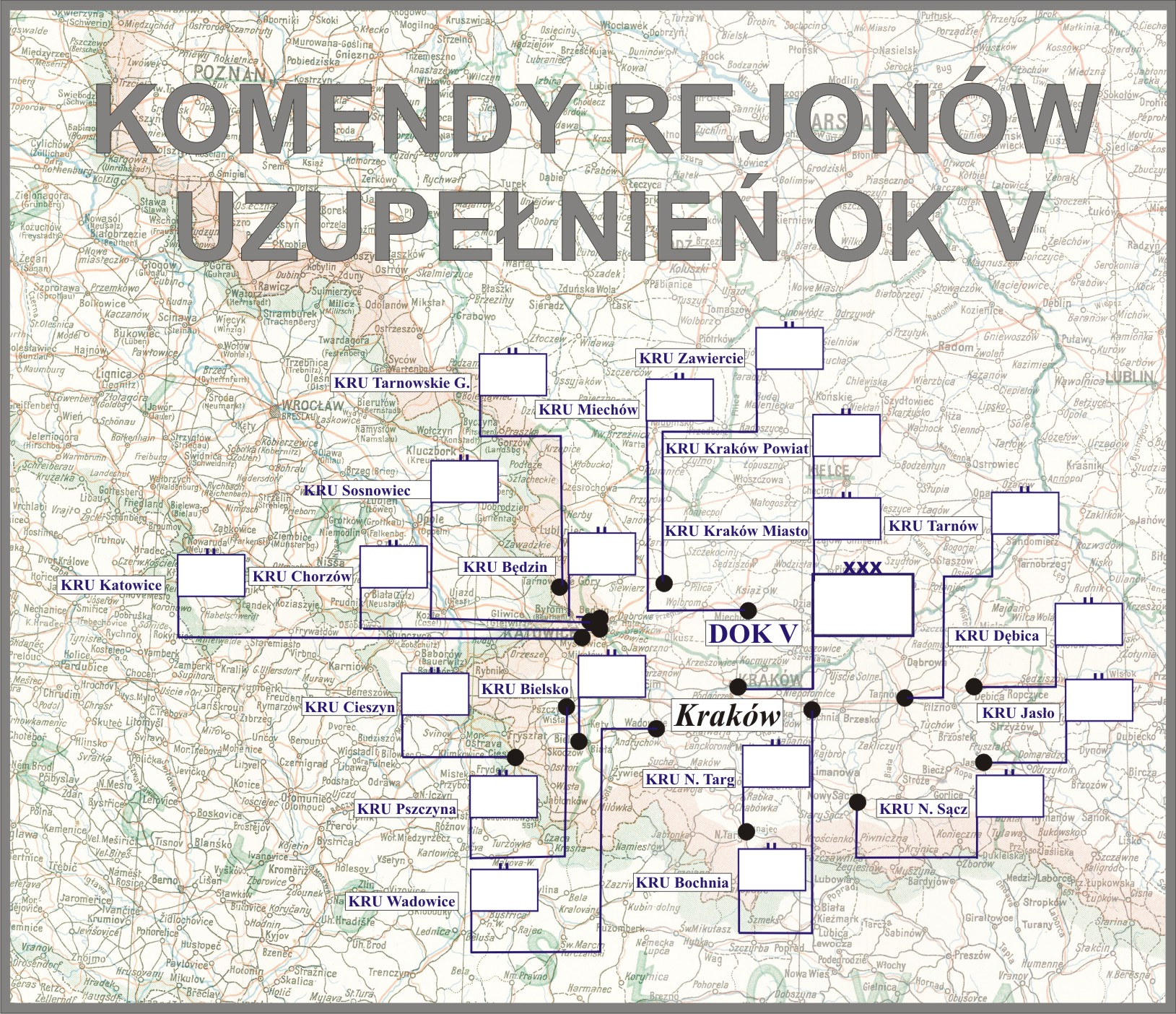
Komendy rejonów uzupełnień OK V

Komenda Rejonu Uzupełnień Chorzów (KRU Chorzów) – organ wojskowy właściwy w sprawach uzupełnień Sił Zbrojnych II Rzeczypospolitej i administracji rezerw w powierzonym mu rejonie.

## Historia komendy
26 marca 1924 roku został ogłoszony rozkaz O. I. Szt. Gen. 2124/Org. ministra spraw wojskowych w sprawie podziału terytorialnego Górnego Śląska na wojskowe okręgi poborowe. Rozkaz powoływał do życia Powiatową Komendę Uzupełnień Królewska Huta. Okręg poborowy obejmował miasto Królewska Huta oraz powiaty: tarnogórski i świętochłowicki. 12 kwietnia 1924 roku w Dzienniku Personalnym MSWojsk. została ogłoszona obsada personalna komendy.
Z dniem 1 października 1927 roku powiat tarnogórski został podporządkowany nowo utworzonej PKU Tarnowskie Góry, a okręg poborowy PKU Królewska Huta ograniczony do miasta Królewska Huta i powiatu świętochłowickiego.
W marcu 1930 roku PKU Królewska Huta nadal podlegała Dowództwu Okręgu Korpusu Nr V i wciąż administrowała miastem Królewska Huta i powiatem świętochłowickim. W grudniu tego roku PKU Królewska Huta posiadała skład osobowy typ I.
Z dniem 1 lipca 1934 roku Sejm Śląski zmienił nazwę miasta Królewska Huta na Chorzów. 22 listopada 1934 roku minister spraw wojskowych zmienił nazwę garnizonu „Królewska Huta” na „Chorzów”.
1 lipca 1938 roku weszła w życie nowa organizacja służby uzupełnień, zgodnie z którą dotychczasowa PKU Chorzów została przemianowana na Komendę Rejonu Uzupełnień Chorzów przy czym nazwa ta zaczęła obowiązywać 1 września 1938 roku, z chwilą wejścia w życie ustawy z dnia 9 kwietnia 1938 roku o powszechnym obowiązku wojskowym. Obok wspomnianej ustawy i rozporządzeń wykonawczych do niej, działalność KRU Chorzów normowały przepisy służbowe MSWojsk. D.D.O. L. 500/Org. Tjn. Organizacja służby uzupełnień na stopie pokojowej z 13 czerwca 1938 roku. Zgodnie z tymi przepisami komenda rejonu uzupełnień była organem wykonawczym służby uzupełnień .
Komendant rejonu uzupełnień w sprawach dotyczących uzupełnień Sił Zbrojnych i administracji rezerw podlegał bezpośrednio dowódcy Okręgu Korpusu Nr V, który był okręgowym organem kierowniczym służby uzupełnień. Rejon uzupełnień obejmował miasto Chorzów i powiat świętochłowicki.

## Obsada personalna
Poniżej przedstawiono wykaz oficerów zajmujących stanowisko komendanta Powiatowej Komendy Uzupełnień i komendanta rejonu uzupełnień oraz wykaz osób funkcyjnych (oficerów i urzędników wojskowych) pełniących służbę w PKU Królewska Huta i KRU Chorzów, z uwzględnieniem najważniejszych zmian organizacyjnych przeprowadzonych w latach 1926 i 1938.
| Komendanci                            | Komendanci              | Komendanci                       |
| ------------------------------------- | ----------------------- | -------------------------------- |
| Stopień, imię i nazwisko              | Okres pełnienia funkcji | Kolejne stanowisko (dalsze losy) |
| ppłk piech. Ludwik Ott                | IV 1924 – 30 IV 1927    | stan spoczynku                   |
| ppłk piech. Rudolf Hulka              | IV 1927 – 31 XII 1928   | stan spoczynku                   |
| ppłk piech. Eugeniusz Skorupski       | III 1929 – VIII 1931    | dyspozycja dowódcy OK V          |
| mjr piech. Edward Seweryn Jan Magiera | 8 IX 1931 – 1939        |                                  |

Obsada pozostałych stanowisk funkcyjnych PKU w latach 1924–1925
- I referent – mjr piech. Erwin Pallas (do VII 1925[37] → kierownik referatu w Dep. I MSWojsk.)
- II referent
  - kpt. nauk.-ośw. Ludomił Rudnicki (IV – †19 X 1924[38])
  - kpt. kanc. Julian Zygmunt Menhard (1 II 1925[39] – II 1926 → kierownik II referatu)
- oficer instrukcyjny – por. Stanisław III Jabłoński[c] (XI 1924[41] – VI 1925[42] → 11 pp)
- oficer ewidencyjny Tarnowskie Góry – por. kanc. Stanisław Łania (do II 1926[43])
- oficer ewidencyjny miasto Królewska Huta – urzędnik wojskowy X rangi / por. kanc. Aleksander Kiszakiewicz
- oficer ewidencyjny Świętochłowice – por. sam. Jan Mieczysław Szumski (do II 1926[44] → referent)

Obsada pozostałych stanowisk funkcyjnych PKU w latach 1926–1938
- kierownik I referatu administracji rezerw i zastępca komendanta
  - kpt. piech. Antoni Inasiński[d] (II 1926 – XII 1931)
  - kpt. piech. Walerian Konstanty Markowski[e] (III 1932[53] – ? → stan spoczynku[54])
- kierownik II referatu poborowego
  - kpt. kanc. Julian Zygmunt Menhard[f] (II 1926 – VII 1927 → PKU Zawiercie[55])
  - kpt. sam. Jan Mieczysław Szumski[g] (VII 1929 – 31 III 1930 → stan spoczynku[56])
  - kpt. kanc. Gustaw Hollanek (III[57] – IX 1930 → dyspozycja dowódcy OK V[58])
  - kpt. piech. Franciszek Kielar (od IX 1930[59], był w VI 1935)
- referent
  - por. / kpt. sam. Jan Mieczysław Szumski (II 1926 – VII 1929 → kierownik II referatu[60])
  - kpt. sap. Stanisław Józef Małecki (do III 1930[61])
- referent inwalidzki – por. kanc. Stanisław Łania (II 1926 – IV 1929 → dyspozycja Ministra Pracy i Opieki Społecznej[62])

Obsada pozostałych stanowisk funkcyjnych KRU w latach 1938–1939
- kierownik I referatu ewidencji – kpt. adm. (piech.) Rudolf Maria Neuman[i]
- kierownik II referatu uzupełnień – kpt. adm. (piech.) August Gottas[j]